# Муздаліфа

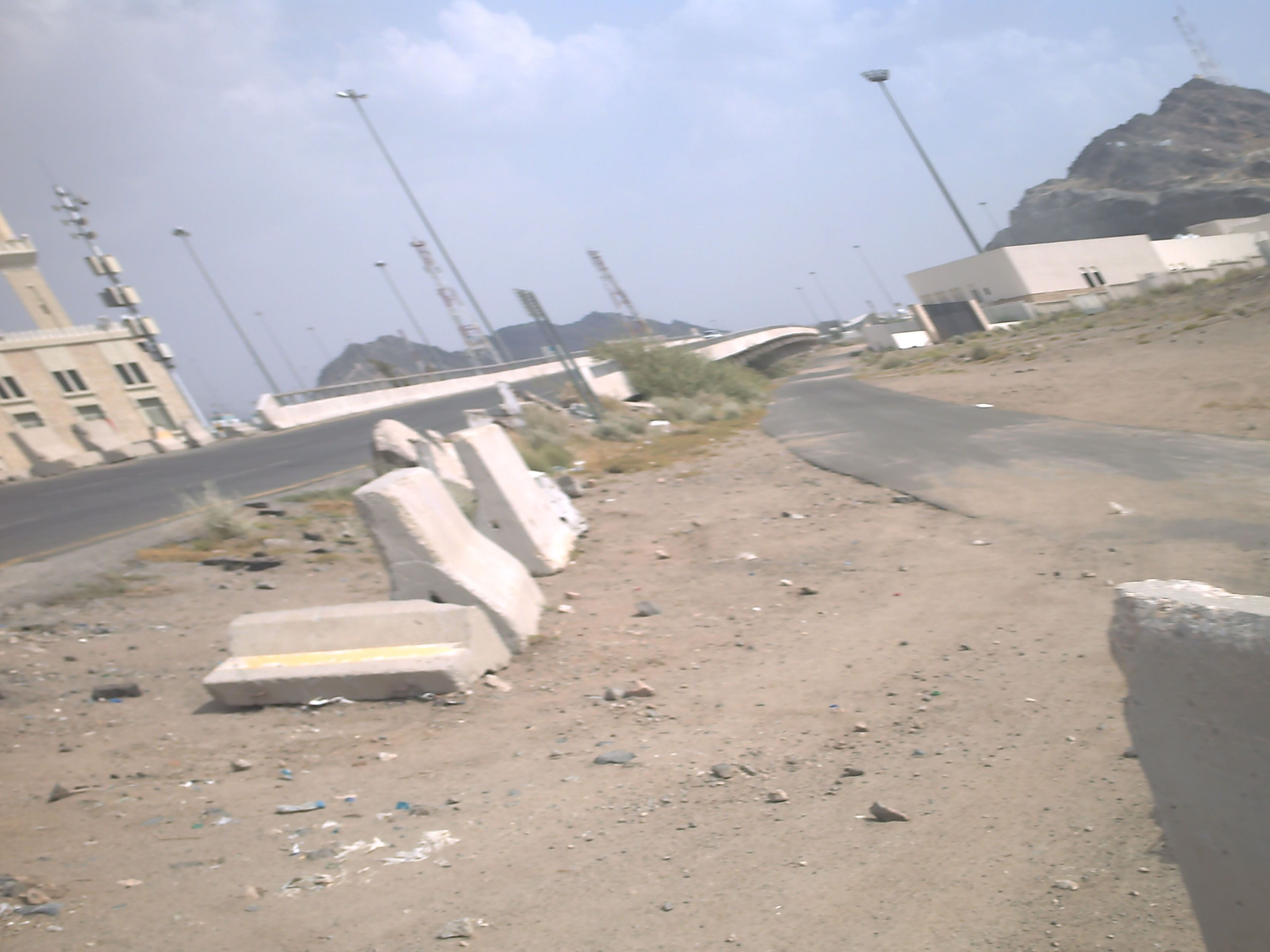
Мечеть у Муздаліфі

Муздаліфа (араб. مزدلفة) — долина біля Мекки в  Саудівської Аравії.
Розташована між долиною Міна і горою  Арафат.
21°23′33″ пн. ш. 39°56′16″ сх. д. / 21.39250° пн. ш. 39.93778° сх. д.
Щороку в дев'ятий день місяця зуль-хіджа долину відвідують ісламські паломники, які вчиняють хадж. Там вони набирають невеликі камені, які пізніше використовують в обряді побиття камінням шайтана, скоєного в  долині Міна протягом трьох днів. Як символ шайтана використовуються три встановлених у Міні стовпи, які називаються Джамарат.
У Муздаліфі є мечеть з відкритим дахом, яка називається «Заповідний гай» (аль-Маш'ар аль-Харам).